# 2002 في ألمانيا
أحداث عام 2002م في ألمانيا 

## مناصب
- رئيس ألمانيا، يوهانس راو
- مستشار الاتحاد الألماني، غيرهارد شرودر

## الأحداث
- 26 أبريل : مجزرة مدرسة إرفورت
- 30 يونيو : قانون الجرائم ضد القانون الدولي يدخل حيز التنفيذ
- 1 يوليو : كارثة جنوبي ألمانيا
- 10 يوليو : الخطوط الجوية الدولية السويسرية الرحلة 850
- أغسطس : الفيضانات الأوروبية عام 2002
- 16 ديسمبر: اتفاق برلين بلس

## انتخابات
- الانتخابات الفدرالية الألمانية، 2002
- انتخابات ولاية مكلنبورغ-فوربومرن، 2002
- انتخابات ولاية ساكسونيا أنهالت، 2002

## وفيات
- 1 فبراير : هيلدغارد نيف، ممثلة ألمانية (مواليد 1925)
- 21 مارس - ماريون دونهوف. صحفية ألمانية (مواليد 1909)[1]
- 17 يونيو - فريتز فالتر، لاعب كرة القدم الألماني (مواليد 1920)
- 7 نوفمبر - رودولف أوغشتاين، صحفي ألماني (مواليد 1923)
- 31 ديسمبر - يورغن ديثلوف، مهندس ألماني (مواليد 1924)